# グラント・ヘスロヴ
グラント・ヘスロヴ（Grant Heslov、1963年5月15日 - ）はアメリカ合衆国ペンシルベニア州ピッツバーグ出身の俳優、映画プロデューサー、脚本家。

## 略歴
南カリフォルニア大学で学ぶ。
1982年より『ファミリータイズ』、『トワイライト・ゾーン』、『となりのサインフェルド』など多くのテレビシリーズに出演。映画にも出演するようになり、『トゥルー・ライズ』といった大作にも顔を出している。また、1998年には短編映画も監督している。
その後ジョージ・クルーニーと共に製作会社 Smoke House を設立。2005年の『グッドナイト&グッドラック』ではプロデュース、脚本も手がけている。
2012年にベン・アフレック監督の『アルゴ』をクルーニー、アフレックと共に製作し、アカデミー作品賞を受賞した。

## 主な出演作品
- ナーズの復讐III ナーズ軍団、最終決戦! Revenge of the Nerds III: The Next Generation (1992)
- トゥルーライズ True Lies (1994)
- コンゴ Congo (1995)
- バードケージ The Birdcage (1996)
- プロブレムでぶ/何でそうなるの?! Black Sheep (1996)
- ダンテズ・ピーク Dante's Peak (1997)
- エネミー・オブ・アメリカ Enemy of the State (1998)
- FAIL SAFE 未知への飛行 Fail Safe (2000)
- スコーピオン・キング The Scorpion King (2002)
- グッドナイト&グッドラック Good Night, and Good Luck. (2005)
- ヤギと男と男と壁と The Men Who Stare at Goats (2009)
- ミッドナイト・スカイ The Midnight Sky (2020)

## 主なプロデュース作品
- ディボース・ショウ Intolerable Cruelty (2003) 共同製作
- グッドナイト&グッドラック Good Night, and Good Luck (2005) 脚本も
- かけひきは、恋のはじまり Leatherheads (2008)
- ヤギと男と男と壁と The Men Who Stare at Goats (2009) 監督も
- ラスト・ターゲット The American (2010)
- メンフィス・ビート 〜南部警察 人情派〜 Memphis Beat (2010-2011) テレビドラマ、製作総指揮
- スーパー・チューズデー 〜正義を売った日〜 The Ides of March (2011) 脚本も
- アルゴ Argo (2012)
- 8月の家族たち August: Osage County (2013)
- ミケランジェロ・プロジェクト The Monuments Men (2014) 脚本も
- 選挙の勝ち方教えます Our Brand Is Crisis (2015)
- マネーモンスター Money Monster (2016)
- サバービコン 仮面を被った街 Suburbicon (2017) 脚本も
- ビカミング・ア・ゴッド On Becoming a God in Central Florida (2019) テレビドラマ、製作総指揮
- 裁判とメディア Trial by Media (2020) テレビドキュメンタリー、製作総指揮
- ミッドナイト・スカイ The Midnight Sky (2020)
- 僕を育ててくれたテンダー・バー The Tender Bar (2021)
- チケット・トゥ・パラダイス Ticket To Paradise (2022)